# Hispana
Hispana és un directori de recursos digitals de diverses institucions patrimonials espanyoles. Fonamentalment mostra fons de biblioteques, museus i arxius, i compleix en relació als repositoris digitals espanyols funcions anàlogues a les d'Europeana en relació als repositoris europeus. Constitueix, per tant, un agregador de continguts de les bases de dades de recursos digitals conformes a la Iniciativa d'Arxius Oberts (OAI) que promou la Unió Europea.
Dins de les col·leccions que recol·lecta, destaquen els repositoris institucionals de les universitats espanyoles i les biblioteques digitals de les Comunitats Autònomes, ofereixen accés a conjunts creixents de tota mena de materials del patrimoni espanyol, ja sigui manuscrits, llibres, fotografies, mapes, etc.
També incorpora els continguts de CER.es, el catàleg col·lectiu de la Xarxa Digital de Col·leccions de Museus d'Espanya. Aquesta xarxa reuneix museus que comparteixen un sistema unificat de documentació i gestió de les seves col·leccions.
Hispana inclou un directori dels projectes de digitalització que es porten a terme a Espanya. Constitueix un instrument que permet la coordinació evitant la digitalització de dos o més cops de la mateixa obra.
El 29 agost de 2014 Hispana va superar els 5 milions d'objectes digitals (5.024.396) procedents de 207 repositoris OAI-PMH. Hispana ha estat present en Europeana des del seu inici; pel volum de la seva aportació ha figurat sempre entre els primers cinc proveïdors de dades a la biblioteca digital europea.